# Кляп Антон Михайлович
Антон Михайлович Кляп (нар. 5 листопада 1954, село Рокосово, тепер Хустського району Закарпатської області) — український радянський діяч, тракторист колгоспу «Карпати» Хустського району Закарпатської області. Депутат Верховної Ради УРСР 11-го скликання.

## Біографія
Освіта середня.
З 1972 року — тракторист колгоспу «Карпати» Хустського району Закарпатської області.
Потім — на пенсії в місті Хусті Закарпатської області.

## Нагороди
- ордени
- медалі